# Silnice I/33
Die Silnice I/33 (tschechisch) ist eine tschechische Staatsstraße (Straße I. Klasse).

## Verlauf
Die Straße beginnt bei Hradec Králové (Königgrätz) beim Zusammentreffen der Dálnice 11 (Europastraße 67) mit der Silnice I/35 (Europastraße 442) und führt als die auch als Via Baltica bekannte Europastraße 67 zunächst in nordnordöstlicher Richtung weiter. Sie durchquert dabei die Stadt Jaroměř (Jermer), wo die Silnice I/37 nach Norden abzweigt, verläuft weiter in ostsüdöstlicher Richtung über Česká Skalice (Böhmisch Skalitz) und von dort über Náchod, wo die Silnice I/14 gekreuzt wird, zur Landesgrenze zu Polen vor Kudowa-Zdrój (Bad Kudowa), wo sie von der polnischen Droga krajowa 8 fortgesetzt wird. 
Die Straßenlänge beträgt rund 41,5 Kilometer.

## Geschichte
Der Straßenverlauf stimmt im Wesentlichen mit dem der deutschen Reichsstraße 325 von 1940 bis 1945 überein.